# نيوركيس مورا
نيوركيس مورا مواليد 6 أكتوبر 1994، هي لاعبة كرة يد كوبية تلعب كحارس مرمى. مثلت منتخب كوبا لكرة اليد للسيدات.

## سجل المنافسة
شاركت في البطولات التالية:
- بطولة العالم لكرة اليد للسيدات 2015